# Carl Öquist
Carl Öquist, född 27 juni 1862 i Nederluleå socken, Norrbottens län, död 15 mars 1922, var en svensk borgmästare. 
Öquist blev student vid Uppsala universitet 1881, juris utriusque kandidat 1891 och vice häradshövding 1894. Han var rådman i Umeå stad 1895–1898, blev extra länsnotarie i Västerbottens län 1897, landskontorist där 1897 och var borgmästare i Skellefteå stad från 1898. Han var ordförande i styrelsen för Skellefteå samskola från 1905.